# Lengyelország világörökségi helyszínei
Lengyelország területéről 2021. évvel bezárólag tizenhét helyszín került fel a világörökségi listára, öt helyszín a javaslati listán várakozik felvételre. 
| | Krakkó történelmi központja |
| 1978 |                             |
| Kulturális (IV) |                             |
| Védett terület: 149,65 ha, puffer zóna: 907,35 ha, hivatkozás: 29 |                             |
| Krakkó 1596-ig Lengyelország fővárosa volt, a 11. és a 18. század között itt koronázták meg az uralkodókat. A település fordulatos történelméről gótikus, reneszánsz és barokk templomok, valamint kolostorok tanúskodnak. Krakkó óvárosa négy fő részre osztható: a főpiactéri központ, a Wavel (a királyi vár), a Kazimiersz városrész és a Stradom negyed. A városközpontra jellemző sakktáblaszerű városszerkezet a 12. század közepéről származik. Az óvárostól elkülönülő Kazimiersz negyed alkotta Krakkó zsidónegyedét, és egészen 1880-ig egy sziget volt. A Krakkó történelmi központja felett elterülő Wavel mészkődomb a város néhány fontos épületének ad helyet, köztük a múzeumként működő királyi palotának. A 13. századból származik Európa egyik legnagyobb piactere és számos jelentős építészeti alkotás, lakóházak, paloták és templomok. A tér körül szintén 13. századi posztócsarnokok állnak, és itt található a 14. századi Mária-templom is. A 14. században alapított egyetem értékes, gótikus stílusú fedett árkáddal rendelkezik. |                             |

| | Wieliczkai sóbányák |
| 1978, kiterjesztések: 2008,2013, kisebb módosítás: 2008 |                     |
| Kulturális (IV) |                     |
| Védett terület: 1 104,94 ha, puffer zóna: 580,6 ha, hivatkozás: 32 |                     |
| Dél-Lengyelországban a Krakkóhoz közeli wieliczkai sóbányában a 13. század vége óta folyt kősókitermelés. Ennek a bányának a bevétele adta a lengyel királyok vagyonának jelentős részét. A kilenc szinten elterülő bányában a tárnák hossza 300 kilométer és ezek több, mint 2000 kamrát kötnek össze. A bánya legmélyebben fekvő része 315 méterrel van a földfelszín alatt. Az évszázadok során a bányászok szobrokat faragtak a sótömbökből és a termeket oltárokkal domborművekkel és emberalakokkal díszítették. A bánya jelenleg múzeumként és légzőszervi betegségek kezelésére szolgáló egészségügyi központként üzemel. Legnagyobb terme a 13. században kialakított kápolna, amelyet Szent Kingának, Szemérmes Boleszláv lengyel király feleségének ajánlottak. A földfelszín alatt 101 méterrel, a kilenc szint közül a másodikon található kápolna hossza több, mint 50 méter, szélessége 15, magassága 12 méter. A múzeumban a bányában kiásott leletek mellett a hajdani bányászok által alkalmazott gépeket és technológiát is bemutatják. |                     |

| | Auschwitzi koncentrációs tábor |
| 1979 |                                |
| Kulturális (VI) |                                |
| Védett terület: 191,97 ha, hivatkozás: 31 |                                |
| Az 1940 és 1945 között működő auschwitz-birkenaui koncentrációs tábor a náci Németország által elkövetett bűnök egyik szimbóluma. A kutatások szerint a táborban megközelítően egymillió ember vesztette életét. A Vörös Hadsereg csapatai 1945. január 27-én foglalták el a tábort, ekkor 7650 túlélőt engedtek szabadon. A tábor területe három fő részből állt. A legrégebbi volt a főtábor, megközelítőleg 15-20 ezer fogollyal, legnagyobb része a birkenaui tábor 1944-ben 90 ezernél is több fogollyal, harmadik része pedig a Buna altábor, amelyhez további altáborokat rendeltek. A ma is látható épületek többsége a birkenaui területen áll. Itt ölték meg az áldozatok többségét és itt építették fel a tömeges „megsemmisítéshez” használt berendezéseket. 1945-ben a nácik lerombolták a krematóriumok és gázkamrák egy részét, valamint elkezdték a dokumentumok megsemmisítését is. A tábor területén 1947-ben hozták létre az Auschwitz-Birkenau Állami Múzeumot, amelynek fő részei a foglyok barakkjai, a szögesdrót kerítések, a falak, a vasúti peronok, a gázkamrák, a krematóriumok, az archívumok, valamint a fénykép és levélgyűjtemények. |                                |

| | Bialowieski Erdő Nemzeti Park |
| Fehéroroszország és Lengyelország közös világörökségi helyszíne |                               |
| 1979, kiterjesztése: 1992, 2014 |                               |
| Természeti (IX)(X) |                               |
| Védett terület: 141 885 ha, hivatkozás: 33 |                               |
| A Lengyelország és Fehéroroszország határán fekvő ártéri őserdő i. e. 8000 körül alakulhatott ki és ez az Európát egykor borító őserdők egyetlen fennmaradt példája. A területre szélsőséges hőmérsékleti viszonyok jellemzőek, ezért élővilága meglepően változatos. Az erdő legnagyobb része örökzöldekből áll, itt élnek Európa legmagasabb fái, 55 méteres lucfenyők és 40 méteres kőrisek. Lengyelország legrégebbi nemzeti parkja megközelítőleg az erdő egytizedét foglalja magába. A védett területen medvék, jávorszarvasok, hiúzok, farkasok mellett a kihalástól megmentett, 1952-től visszatelepített európai bölények is élnek. A park több mint kétszáz madárfajnak biztosít élőhelyet, köztük megtalálható a fehérfarkú sas, a fehér gólya, a vándorsólyom és a fülesbagoly is. Az állatokon kívül több mint kilencszáz edényes növényfajt azonosítottak, köztük 26 fa és 138 cserjefélét, amelyeknek csaknem kétharmada őshonos a területen. |                               |

| | Varsó történelmi központja |
| 1980 |                            |
| Kulturális (II)(VI) |                            |
| Védett terület: 28,93 ha, puffer zóna: 666,78 ha, hivatkozás: 30 |                            |
| Varsóban az 1944-es varsói felkelés után a megszállók szisztematikus pusztításba kezdtek így a második világháború végére a történelmi városrészek 85%-a elpusztult, újjáépítését a háború után kezdődő ötéves program keretében tervezték meg. A rekonstrukció egészen 1965-ig tartott. Elsőként az Óváros és az Újváros területén álló a gótika és a klasszicizmus kora között emelt épületeket restaurálták. Az itt álló épületek közül majdnem mindegyik komoly történelmi értéket képviselt. Az Óvárosban jelenleg régi formájában látható a hagyományos piactér, a városfalak a barbakán, a Palota-tér meghatározó épületével a Királyi palotával és számos templom. A teret szegélyező patríciusházakat egy tűzvész után építették a 17. század elején. Az Óvárossal szomszédos Újvárosban restaurált épületek túlnyomó többsége 15. századi, de itt található a barokk Krasinski-palota is. Az itteni piactér legfontosabb épülete a 17. századból származó Szent Kázmér-templom. |                            |

| | Zamość óvárosa |
| 1992 |                |
| Kulturális (IV) |                |
| Védett terület: 75,03 ha, puffer zóna: 214,9 ha, hivatkozás: 564 |                |
| Az ország délkeleti részében fekvő település volt Európa első tervrajz alapján épített városa. Jan Zamoyski, a fegyveres erők parancsnoka a saját birtokán alapította 1580-ban és a 17. században élte virágkorát. A városszerkezetet a padovai Bernardo Morando tervei alapján alakították ki az „ideális város” korabeli itáliai elképzelései nyomán. Az Európát a Fekete-tengerrel összekötő kereskedelmi útvonal egyik állomása volt, a soknemzetiségű betelepedett kereskedők szabadon gyakorolhatták vallásukat. Többek között rutének, törökök, arámiak és zsidók is éltek itt. A második világháború idején a németek rengeteg itt élő lengyelt és szinte valamennyi zsidó lakost deportálták vagy legyilkolták. Az épületek túlélték a háborús pusztításokat, megmaradtak erődítményei is és eredeti szerkezete. A Városháza 1639 és 1651 között épült, a 18. században egy barokk lépcsőfeljáróval egészítették ki. A Szent Tamás-templom, az ország egyik legszebb késő reneszánsz temploma, a 16. század végén épült. A 17. század elején emelt zsinagóga stukkódíszeiről nevezetes. Jelentősek még a tereket szegélyező bérházak díszített homlokzataikkal és földszinti árkádjaikkal. |                |

| | Toruń középkori városa |
| 1997 |                        |
| Kulturális (II)(IV) |                        |
| Védett terület: 48 ha, puffer zóna: 300 ha, hivatkozás: 835 |                        |
| Toruń a 13. században alakult ki miután a Német Lovagrend várat emelt itt, hogy kiindulópontként szolgáljon a porosz területek meghódításához. A Visztula folyó partján kiépült település bekapcsolódott a Hanza-városok között kereskedelembe virágzó központtá fejlődött és saját hajóflottával is rendelkezett. Az Óváros egy központi piactér köré épült, ezt a 13. század második felében több lépésben bástyákkal tagolt kettős fallal erősítették meg. Az Újváros 1267 után alakult ki a vártól északra, ez a terület lett a város kézműiparának központja. A település arculata az évszázadok során többször megváltozott, ennek ellenére megőrizte szerkezetét és korai épületeinek jelentős részét. A lovagrend várát a lakosok 1454-ben felégették, és Toruń független városállam lett a lengyel királyi felségterületen belül. A régi Városháza építése 1259-ben kezdődött, majdnem ugyanakkor mint a Szent János-templomé (1260-1480). Fennmaradt Kopernikusz 15. századi szülőháza is. A 19. században a várfalak egy részét elbontották, és fényűző lakóházak is épültek a városban. |                        |

| | A Német Lovagrend kastélya Malborkban |
| 1997 |                                       |
| Kulturális (II)(III)(IV) |                                       |
| Védett terület: 18,03 ha, hivatkozás: 847 |                                       |
| A Gdańsktól körülbelül 60 kilométerre lévő hatalmas téglavár építését a 13. század utolsó negyedében kezdték meg a Német Lovagrend számára egy régi kastély kibővítésével. Jelentősége 1309 után nőtt meg, miután a rend nagymesterének székhelyét ide helyezték át Velencéből. A Nogat folyó partján emelkedő téglaépítmény Európa egyik legszebb középkori kastélya, hatása az egész északkelet-európai késő fgótikus építészetben felismerhető. A reformáció idején a lengyel király birtokába került, később a 18. század vége felé pusztulni kezdett. A 19-20. század fordulóján felújították, majd a II. világháború alatt súlyos károkat szenvedett. Az 1960-s évektől eredeti tervrajzok alapján helyreállították, ma múzeum. Az eredeti, külső várban alakították ki a nagymester hivatali központját, a nagymesteri palota az épületegyüttes délnyugati végébe került. A középső épületrészben kapott helyet a kórház és a parancsnoki szállás. A várat masszív falakból, bástyákból árkokból, földsáncokból és tavakból álló védelmi rendszer veszi körbe. |                                       |

| | Kalwaria Zebrzydowska |
| 1999 |                       |
| Kulturális (II)(IV) |                       |
| Védett terület:380 ha, puffer zóna: 2 600 ha, hivatkozás: 905 |                       |
| Az ellenreformáció során egész Európában elterjedtek a kálváriák. A ciszterci rend javaslatára a Mikolaj Zebrzydowski herceg által emeltetett saját kegyhelyet kibővítették, ezután a hely jelentős zarándokhellyé fejlődött. A munkálatok 1600-ban kezdődtek. A herceg Jeruzsálem szent helyeit szerette volna Lengyelországban is létrehozni, ez lett a jeruzsálemi keresztút első itteni másolata. A kálvária építése párhuzamosan haladt számos, a tájban szétszórt kápolna kialakításával, a tájelemeket Jeruzsálem városi helyszíneinek feleltették meg. Az itt létrehozott kolostort 1655-ben kibővítették, hogy helyet biztosítsanak a zarándokoknak, majd 1692 és 1720 között ismét megnagyobbították késő barokk és rokokó stílusban. A szentély a jeruzsálemi Szent Sír-templom mintájára épült, legfontosabb műalkotása nagyméretű orgonája. Az épületegyüttes jelenleg is szinte eredeti formájában áll, máig szent zarándokhely, „Lengyelország Jeruzsáleme” maradt. |                       |

| | A béke templomai Jaworban és Świdnicában |
| 2001 |                                          |
| Kulturális (III)(IV)(VI) |                                          |
| Védett terület: 0,23 ha, puffer zóna: 11,8 ha, hivatkozás: 1054 |                                          |
| A harmincéves háború után a Habsburg uralom alatt álló Sziléziában meghatározott feltételek mellett templomokat emelhettek maguknak a protestánsok. A templomoknak nem tartós anyagból a városon kívül kellett készülniük, és nem építhettek melléjük harangtornyot. A Jaworban és Świdnicában emelt, béke templomai néven is ismert épületek Európa legnagyobb faszerkezetű vallási építményei. Eredetileg három ilyen templom épült, de csak kettő maradt meg. Külsejük egyszerűbb, belsejüket azonban gazdagon díszítették. A Swidnicában épült templom mennyezetét 17. századi freskók borítják, barokk főoltára 1752-ben készült el. Teljes befogadóképessége 7 500 fő. A díszes szószék 1729-ben került a helyére. A jawori templom legfőbb dísze a karzatainak oldaltábláin látható festmények, amelyek ó- és újszövetségi jeleneteket ábrázolnak. Mindkét templomnak két oldalhajója van és keleti irányban sokszög alakzatban fejeződnek be, de Swidnicában a szentély helyett itt a sekrestye található. A szigorú feltételek miatt az építőknek addig nem próbált, rendkívül összetett új technikákat kellett alkalmazniuk. |                                          |

| | Kis-Lengyelország fatemplomai |
| 2003 |                               |
| Kulturális (III)(IV) |                               |
| Védett terület: 8,26 ha, puffer zóna: 242 ha, hivatkozás: 1053 |                               |
| A világörökségi helyszínhez tartozó kilenc dél-lengyelországi gerendatemplomot nemesi családok építtették, nyolcat a 15-16. században, a kilencediket a 18. században. A középkor óta használt vízszintes rönktechnikát alkalmazva ezek a templomok egyfajta alternatívát nyújtottak a városban emelt kőtemplomokkal szemben. Belső terük gazdagon díszített, építésükhöz/díszítésükhöz a kor legjelentősebb mesterembereit és művészeit alkalmazták. A templomok mellett álló tornyok későbbi kiegészítések. Építészeti elrendezésükben különbözőek, az évszázadok során gyakran bővítették őket, belső terüket átalakították és a kor ízlésvilágához igazították. A templomok különösen nagy jelentőségűek a lengyel faépítészet fejlődésében, összetett építészeti alkotások amelyek jó állapotban maradtak meg. |                               |

| | Muskaui park / Park Muzakowski |
| Lengyelország és Németország Közös világörökségi helyszíne |                                |
| 2004 |                                |
| Kulturális (I)(IV) |                                |
| Védett terület: 348 ha, puffer zóna: 1 204,6 ha, hivatkozás: 1127 |                                |
| A parkot a Neisse folyó mindkét partján Hermann von Pückler-Muskau herceg hozta létre 1815 és 1844 között. A környező megművelt földekbe észrevétlenül beolvadó park a tájtervezés egy újfajta formája volt, facsoportok, rétek és virágágyások együtteséből áll. A II. világháborút követően egy része Lengyelországhoz másik része Németországhoz került, így a két ország közös világörökségi helyszíne. A környékhez tartozik egy újjáépített kastély, több híd és egy arborétum. A korabeli parkokkal ellentétben nem akart egzotikus hatást kelteni, növényzete nagy része európai fajokból áll. Egy helyreállított kettős híd mostanra összeköti a korábban Vasfüggönnyel elválasztott elválasztott két részét. A német oldalhoz tartozik a kastély parkja, a fürdők parkja, a hegyi park, míg a lengyel oldalhoz a felső park és az arborétum. A park épületei a régi és új kastély, az üvegház, a trópusi ház és egy a tájba harmonikusan illeszkedő templomrom. Szenvedélyes tájkertépítő alapítója hosszabb időt töltött el Angliában, ahol a hagyományos angolkertek nagy hatást tettek rá, alkotása befolyásolta Európa és Amerika tájépítészetét. Németország és Lengyelország határon átnyúló közös munkája a park gondozásában és az épületek állagmegóvásában példa értékűnek számít. |                                |

| | A wrocławi Centenáriumi Csarnok |
| 2006 |                                 |
| Kulturális (I)(II)(IV) |                                 |
| Védett terület: 36,69 ha, puffer zóna: 189,69 ha, hivatkozás: 1165 |                                 |
| A Centenáriumi Csarnok Max Berg építész tervei alapján épült 1911-1913 között az akkor Németországhoz tartozó városban. Az épület megfelelő helyszínt nyújtott kiállításoknak, koncerteknek, színházi és operai előadásoknak, kongresszusoknak és sporteseményeknek is. A 20. századi építészet egyik mérföldköve volt a vasbeton épület a funkcionalitás, az anyag és a forma harmóniája miatt. Akkor egyedülálló módon merész szerkezeti megoldásként nyers betont, váznak pedig acélt használtak. A csarnok a lipcsei „népek csatájában” Napóleon felett aratott német győzelem századik évfordulójára készült el. Betonkupolája 67 méter átmérőjű és 42 méter magas. A csarnok hétezer fő befogadására alkalmas, ezzel a világ legnagyobb vasbeton épületének számít. |                                 |

| | Lengyelország és Ukrajna fatemplomai |
| Lengyelország és Ukrajna közös világörökségi helyszíne |                                      |
| 2013 |                                      |
| Kulturális (III)(IV) |                                      |
| Védett terület: 7,03 ha, puffer zóna: 92,73 ha, hivatkozás: 1424 |                                      |
| A Kárpátok Lengyelországban és Ukrajnában elterülő részén álló tizenhat a 16. és a 19. század között emelt fatemplom az egykor széles körben elterjedt, és a szláv népeknél mai napig is élő ortodox fatemplom építészet kiemelkedő példája. A templomok szerkezetére a hármas felosztás, piramis alakú kupolák és harangtornyok jellemzőek. A vízszintesen elhelyezett farönköket a sarkoknál bonyolult összeillesztésekkel látták el, amelyek magas szintű szakmai tudást igényeltek. Az épületek kőalapra emelték, küszöbük szintén fából készült, falaikat és a tetőt is fazsindellyel borították be. A falak és a tető borítását 20-30 évenként meg kell újítani, ezeket a munkákat a közelmúltban elvégezték így az épületek jó állapotban vannak. A templomok megőrizték eredeti bejáratukat rajtuk az építkezés évszámával és az ácsok nevével. A templomok mellett temetőket alakítottak ki, és időnként harangtornyot is építettek. Az így kialakult épületegyütteseket fallal vették körül. A 16 templom közül 13-at jelenleg is templomként használnak, a fennmaradó hármat múzeumnak alakították át. |                                      |

| | Tarnowskie Góry ólom-, ezüst- és cinkbányája és földalatti vizei |
| 2017 |                                                                  |
| Kulturális (I)(II)(IV) |                                                                  |
| Védett terület: 1 672,76 ha, puffer zóna: 2 744,35 ha, hivatkozás: 1539 |                                                                  |
| Tarnowskie Góry bányája, Közép-Európa egyik legjelentősebb bányavidéke Lengyelország déli részén Felső-Sziléziában található. A világörökségi helyszínhez a bánya teljes föld alatt fekvő része (a tárnák, a hozzájuk vezető aknák, a vízelvezető rendszer), valamint a felszínen a 19. századból származó vízgőzzel üzemeltetett szivattyúállomás maradványai tartoznak. A bányában felgyülemlett víz elvezetése évszázadokon keresztül komoly problémát jelentett, ennek a küzdelemnek egyik fontos állomása volt a szivattyú üzembe helyezése, ami lehetővé tette, hogy az így eltávolított vizet ipari vagy lakossági célokra használják fel. Tarnowskie Góry bányájából világszinten is jelentős mennyiségű ólmot, ezüstöt és cinket termeltek ki. |                                                                  |

| | Krzemionki őskori csíkoskovakő-bányák |
| 2019 |                                       |
| Kulturális (III)(IV) |                                       |
| Védett terület: 349,2 ha, puffer zóna: 1 828,7 ha, hivatkozás: 1599 |                                       |
| A világörökségi helyszínhez négy, Krzemionki hegyvidéki körzetében található kovakő bánya tartozik, amelyek a neolitikumtól a bronzkorig (i. e. 3900-1600) használatban voltak. A bányákból nagymennyiségű kovakövet termeltek ki, amelyet pattintással alakítottak a kívánt formára és legtöbbször kőbalták készítéséhez használták fel. Földalatti bányászati struktúráival, feldolgozó műhelyeivel, körülbelül négyezer aknájával és gödrével a helyszín a föld alatti kovakő-bányászatot, valamint a feldolgozását illusztráló eddig ismert helyek közül az egyik legjelentősebb. A lelőhely sokat elárul a történelem előtti települések életéről és mára már eltűnt szokásairól, a korai szerszámkészítés folyamatának egyik legfontosabb lelőhelyének számít. |                                       |

| | A Kárpátok és más európai régiók ősbükkösei |
| Albánia, Ausztria, Belgium, Bosznia-Hercegovina, Bulgária, Csehország, Észak-Macedónia, Franciaország, Horvátország, Lengyelország, Németország, Olaszország, Románia, Svájc, Szlovákia, Szlovénia, Spanyolország és Ukrajna közös világörökségi helyszíne |                                             |
| 2007, kiterjesztés: 2011, 2017, 2021 (lengyelországi területek) |                                             |
| Természeti (IX) |                                             |
| Védett terület: 92 023,24 ha, puffer zóna: 253 815,38 ha, hivatkozás: 1133 |                                             |
| Ez a határokon átnyúló, többször kiterjesztett helyszín Európa legnagyobb kiterjedésű ősbükköse, jelenleg 18 ország közös világörökségi helyszíne és összesen 94 védett területből áll. Kezdetben az Északkeleti-Kárpátok déli lejtőin, Szlovákia keleti részén és Ukrajnában található védett területhez összesen 10 természetvédelmi körzet tartozott, ezek közül hat Ukrajnában négy pedig Szlovákiában található. Ezek a védett területek egy 185 kilométer hosszú tengelyen fekszenek, tengerszint feletti magasságuk 210 és 1700 méter között váltakozik. A teljes védett övezet eredetileg háromszáz négyzetkilométert foglalt el, majd 2011-ben a helyszínt öt újabb, Németországban található bükkerdővel egészítették ki. A következő kiterjesztés óta, 2017-től a helyszínhez tartoznak mediterrán területek, az Alpok, a Dinári-hegység és a Pireneusok ősbükkösei is. Az utolsó, 2021-es kiterjesztés során bosznia-hercegovinai, csehországi, észak-macedóniai, franciaországi, lengyelországi és svájci bükkösök kerültek a világörökségi listára. Az ősbükkösöben találhatók a világ legmagasabb és legöregebb bükkfái, és megfigyelhető a bükkerdők fejlődésének valamennyi fázisa. A Kárpátokban őshonos bükkfa a Dinári-hegység mellett csak ezeken a területeken vészelte át a jégkorszakot, majd egy rövid, néhány ezer éves időszak alatt elterjedt az egész kontinensen. Az őserdők a bükkfák felbecsülhetetlen értékű genetikai tárházai. A fák mellett található ökoszisztéma magán viseli a jégkorszak utáni élővilág valamennyi jellegzetességét, gazdag növény és állatvilágnak, köztük több védett fajnak nyújt életteret. |                                             |

## Javasolt helyszínek
A Polski Komitet Narodowy Międzynarodowej Rady Ochrony Zabytków dönt arról, hogy  a hozzá beérkezett javaslatok alapján mely helyszíneket tartja esélyesnek és érdemesnek egy valamikori felvételre a világörökségi listára. A következő helyszínek szerepelnek a listán:
| Megnevezés                                                                                              | Kép | Típus      | Kritérium   | Év   | Link |
| --- | --- | ---------- | ----------- | ---- | ---- |
| Európai papírmalmok Csehország, Lengyelország, Németország, Olaszország és Spanyolország közös jelölése |     | Kulturális | II, III, IV | 2024 | 6759 |
| Gdynia modernista központja                                                                             |     | Kulturális | II, IV, V   | 2019 | 6431 |
| Augustówi-csatorna                                                                                      |     | Kulturális | -           | 2006 | 2101 |
| Dunajec-áttörés a Pieninek-hegységben                                                                   |     | Természeti | -           | 2006 | 2102 |
| Gdańsk                                                                                                  |     | Kulturális | II, IV, VI  | 2005 | 530  |